# Miracle (musikalbum)
Miracle är ett studioalbum av den kanadensiska sångaren Céline Dion. Det gavs ut den 11 oktober 2004 och innehåller 13 låtar.

## Låtlista
| Nr  | Titel                                                 | Längd |
| --- | ----------------------------------------------------- | ----- |
| 1.  | Miracle                                               | 3:38  |
| 2.  | Brahms' Lullaby                                       | 3:32  |
| 3.  | If I Could                                            | 4:47  |
| 4.  | Sleep Tight                                           | 4:40  |
| 5.  | What a Wonderful World                                | 3:48  |
| 6.  | My Precious One                                       | 3:52  |
| 7.  | A Mother's Prayer                                     | 3:43  |
| 8.  | The First Time Ever I Saw Your Face                   | 4:09  |
| 9.  | Baby Close Your Eyes                                  | 3:25  |
| 10. | Come to Me                                            | 4:36  |
| 11. | Le loup, la biche et le chevalier (une chanson douce) | 3:14  |
| 12. | Beautiful Boy                                         | 3:53  |
| 13. | In Some Small Way                                     | 5:06  |

## Listplaceringar
| Lista               | Topplacering |
| ------------------- | ------------ |
| Australien          | 15           |
| Belgien (Flandern)  | 13           |
| Belgien (Vallonien) | 1            |
| Danmark             | 12           |
| Frankrike           | 4            |
| Italien             | 15           |
| Nederländerna       | 4            |
| Nya Zeeland         | 26           |
| Portugal            | 19           |
| Schweiz             | 6            |
| Sverige             | 30           |
| Österrike           | 34           |